# تشرب كهربائي
التشرب الكهربائي أو التبقع الكهربائي (الاسم العلمي Electroblotting)، هي عملية نقل جزيئات دي أن إيه أو آر أن إيه، أو البروتين بواسطة الرحل الكهربائي من الهلام الذي فصلت فيه إلى مادة داعمة مثل النيتروسليولوز. وهي طريقة  اللإنتقال تستخدم لتشرب سذرن (وصمة ساذرن) ونورذن البقعي.